# Raion de Dubăsari (Transnistrie)
Pour l’article homonyme, voir Raion de Dubăsari.
Le raion de Dubăsari est un raion de la Moldavie partagé entre le gouvernement légal et la Transnistrie, république sécessionniste non reconnue. Cet article concerne la partie transnistrienne.

## Géographie

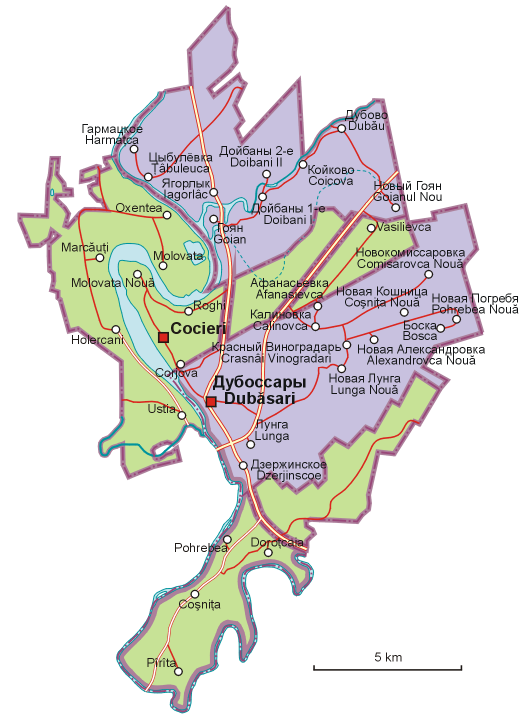
Carte du raion de Dubăsari. Les zones en vert sont contrôlées par la Moldavie ; celles en violet sont contrôlées par la Transnistrie.

## Histoire
Le raion de Dubăsari est créé en 1924 à l'est du Dniestr comme subdivision de la RSSA moldave, république autonome de la RSS d'Ukraine. La Moldavie devient indépendante en 1991.
Après la guerre du Dniestr en 1992, à la suite de la sécession de la Transnistrie, le contrôle du raion est partagé entre les autorités moldaves et transnistriennes. La Moldavie contrôle la partie occidentale, la Transnistrie la partie orientale.
La capitale du raion est la ville de Dubăsari, sous contrôle de la Transnistrie. De ce fait la capitale de la partie gouvernementale moldave est Cocieri.

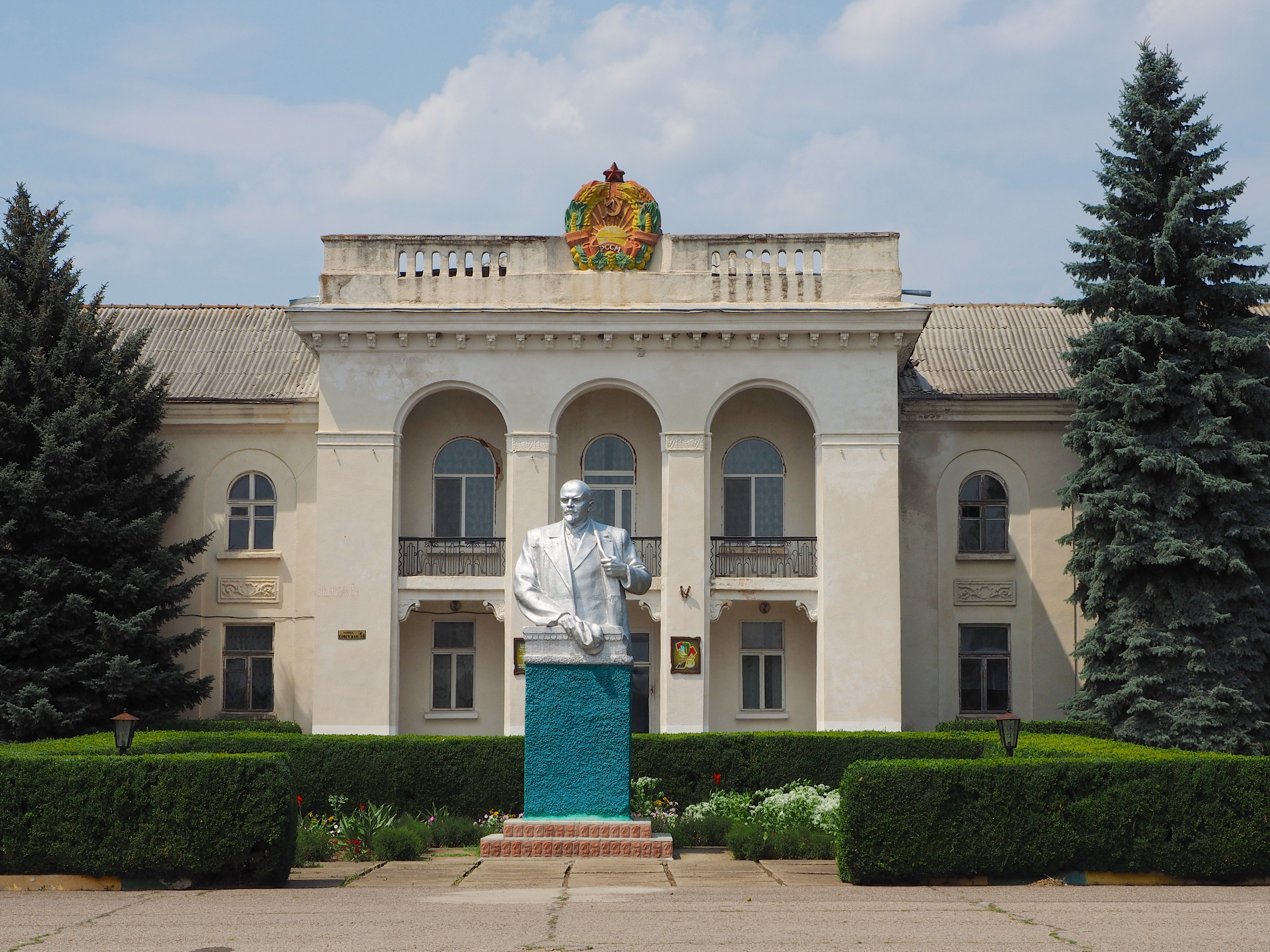
Bâtiment d'aspect soviétique à Dubăsari

## Communes du raïon
- Dzerjinscoe